# Vingt-quatre Heures de perm'
Pour plus de détails, voir Fiche technique et Distribution.
Vingt-quatre heures de perm’ est un film français réalisé par Maurice Cloche en 1940, sorti en 1945.

## Synopsis
Deux copains, mobilisés ensemble et désœuvrés, envoient leurs photos à deux jeunes ouvrières. Les photos sont interverties, il en résulte un véritable imbroglio sentimental qui trouve sa meilleure conclusion dans le cadre du Théâtre aux Armées.

## Fiche technique
- Titre : Vingt-quatre Heures de perm'
- Réalisation : Maurice Cloche
- Scénario : Michel Deligne et Jean de Letraz
- Musique : Michel Levine (Michel Michelet)
- Photographie : Otto Heller
- Montage : Yvonne Martin
- Société de production : Speva Films
- Pays :  France
- Genre :  Comédie
- Durée : 95 minutes
- Date de sortie :
  - France : 10 janvier 1945
- Visa d'exploitation : 153 (délivré le 20/12/1944)
- Affiche : Roger Cartier (France)

## Distribution
- George Rigaud : Jacques Arnoux
- Blanchette Brunoy : Yvonne
- Julien Carette : Gaston Boran
- Mona Goya : Huguette Landier
- Jean Brochard : Le caporal
- Jean Gobet : Le régisseur
- Jean Tissier : Jocelyn
- Raymond Cordy : Martin
- Paul Barge
- Lucienne Delyle
- Georgius
- Maurice Marceau
- Jacques Mareuil
- Marcel Melrac
- Paul Meurisse
- Marcelle Monthil
- André Nicolle
- André Numès Fils
- Nina Sinclair
- Georgette Tissier